# Манци (Арецо)
Манци је насеље у Италији у округу Арецо, региону Тоскана.
Према процени из 2011. у насељу је живело 106 становника. Насеље се налази на надморској висини од 523 м.